# الويدان
الويدان هي قرية وجماعة قروية تقع في عمالة مراكش بجهة مراكش آسفي، المغرب، وبلغ عدد سكانها 28.194 نسمة حسب الإحصاء العام للسكان والسكنى لسنة 2014.